# 리오 팁턴
리오 팁턴(Lio Tipton, 1988년 11월 9일 ~ )은 미국의 배우, 모델이다. 개명 전 이름 애널리 팁턴(Analeigh Tipton)으로 잘 알려져 있다. 경연 프로그램 《도전! 슈퍼모델》 시즌 11에 출연해 최종 3위를 하면서 이름을 알리기 시작했다.
2021년 6월 퀴어, 논바이너리 커밍 아웃을 했다. 대명사는 they/them이다.

## 출연 작품
- 그린 호넷 (2011)
- 크레이지, 스투피드, 러브 (2011) - 제시카 라일리 역
- 웜 바디스 (2013) - 노라 역
- 루시 (2014) - 캐롤라인 역
- 투 나잇 스탠드 (2014) - 메건 파가노 역
- 더 롱 홈 (2018)
- 모뉴멘탈 (2018)
- 브로큰 스타 (2018)
- 썸머 나이트 (2019)